# 8 محرم
- السبت
- الأحد
- الاثنين
- الثلاثاء
- الأربعاء
- الخميس
- الجمعة

- 306 يوليو 2024
- 17 يوليو 2024
- 28 يوليو 2024
- 39 يوليو 2024
- 410 يوليو 2024
- 511 يوليو 2024
- 612 يوليو 2024
- 713 يوليو 2024
- 814 يوليو 2024
- 915 يوليو 2024
- 1016 يوليو 2024
- 1117 يوليو 2024
- 1218 يوليو 2024
- 1319 يوليو 2024
- 1420 يوليو 2024
- 1521 يوليو 2024
- 1622 يوليو 2024
- 1723 يوليو 2024
- 1824 يوليو 2024
- 1925 يوليو 2024
- 2026 يوليو 2024
- 2127 يوليو 2024
- 2228 يوليو 2024
- 2329 يوليو 2024
- 2430 يوليو 2024
- 2531 يوليو 2024
- 261 أغسطس 2024
- 272 أغسطس 2024
- 283 أغسطس 2024
- 294 أغسطس 2024
- 15 أغسطس 2024
- 26 أغسطس 2024
- 37 أغسطس 2024
- 48 أغسطس 2024
- 59 أغسطس 2024

8 مُحرَّم أو 8 مُحرَّم الحرام أو يوم 8 \ 1 (اليوم الثامن من الشهر الأوَّل) هو ثامن أيَّام السنة وفق التقويم الهجري القمري (العربي). يبقى بعده 346 أو 347 يومًا لانتهاء السنة.

## أحداث
- 923هـ - دخول العثمانيين القاهرة ونهاية الدولة المملوكية في مصر والشام، وهي الدولة التي كانت تحتضن الخليفة العباسي وتحكم مصر والشام باسمه، وبسقوط المماليك سقط الخليفة العباسي وقامت الخلافة العثمانية.
- 1028هـ – الدولة العثمانية توقع معاهدة أردبيل مع إيران وقد خفضت هذه المعاهدة كمية الحرير التي كانت تقدمها إيران سنويا كخراج للدولة العثمانية إلى نصف ما قررته معاهدة إستانبول الموقعة بين الدولتين عام 1612م.
- 1075هـ - الجيش الألماني المكون من 60 ألف جندي يشتبك مع مقدمة الجيش العثماني المكونة من 10 آلاف جندي، ويتمكن من إفنائها في حرب غير متكافئة بعد سبع ساعات من القتال قتل خلالها 10 آلاف ألماني.
- 1206هـ - السلطان العثماني سليم الثالث يحصل على خمس الغنائم التي ربحها البحارة المسلمون من السفن المعادية لهم، خاصة في سواحل البحر الأبيض المتوسط، وكان مقدار هذا المبلغ 60 مليون دولار وفق التقدير المعاصر.
- 1313هـ - تولي الشيخ الإمام حسونة النواوي مشيخة الجامع الأزهر، وهو الشيخ الثالث والعشرون في ترتيب مشايخ الأزهر.
- 1335هـ - إبرام معاهدة تاسيس إمارة قطر.
- 1337هـ - استسلام الدولة العثمانية في الحرب العالمية الأولى، وهي الحرب التي كان من نتائجها سقوط الدولة العثمانية وثلاثة إمبراطوريات أخرى.
- 1360هـ - القوات البريطانية تستولي على مدينة ماووس الليبية في إطار معارك الحرب العالمية الثانية.
- 1392هـ - الشيخ خليفة بن حمد آل ثاني يتولى مقاليد الحكم في دولة قطر بعد قيامة بانقلاب أبيض على ابن عمه الشيخ أحمد بن علي آل ثاني.
- 1409هـ - توقف إطلاق النار بين العراق وإيران بعد الحرب الكبيرة التي نشبت بين الدولتين.
- 1423هـ - ملك المغرب محمد السادس يعقد قرانه على سلمى بناني والتي أصبحت تلقب بالأميرة سلمى.
- 1427هـ -
  - ميشال عون وحسن نصر الله يوقعان على وثيقة تفاهم سياسية بين التيار الوطني الحر وحزب الله وذلك في «كنيسة مار ميخائيل»
  - الأونروا تقرر إيقاف تزويد قطاع غزة بالمعونات الإنسانية بعد أن قامت سلطة حركة حماس المسيطرة على القطاع بوضع يدها على مئات الأطنان من المواد الغذائية المرسلة إلى القطاع، وحماس تعزو ذلك إلى حدوث خطأ غير مقصود.
  - محكمة باكستانية تأمر برفع الإقامة الجبرية عن مهندس قنبلتها الذرية عبد القدير خان.
- 1439هـ - المحكمة العسكريَّة اللُبنانيَّة تُصدر حُكمًا بالإعدام على الشيخ أحمد الأسير الحسيني، الذي اشتهر بنشاطاته المناوئة لحزب الله قبل بضع سنوات، بعد إدانته بِقضيَّة المُواجهة العسكريَّة مع الجيش اللُبناني، وبسجن المطرب السابق فضل شاكر لمدة 15 سنة.
- 1444 هـ - جيش الاحتلال الإسرائيلي يغتال قائد المنطقة الشماليّة في سرايا القدس تيسير الجعبري في قصف أدى إلى مقتل 10 أشخاص بينهم طفلة، وإصابة 55 آخرين.

## مواليد
- 1328هـ - علال الفاسي، زعيم مغربي ومؤسس حزب الاستقلال المغربي، وأحد منظري فكرة المغرب العربي الكبير.
- 1342هـ - كمال فوزي الشرابي، شاعر ومترجم أدبي سوري.
- 1346هـ - خليل الرفاعي، ممثل عراقي.
- 1352هـ - صباح فخري، مطرب سوري.
- 1382هـ - أحمد خالد توفيق، روائي مصري.
- 1386هـ - علي رضا بهلوي، نجل شاه إيران محمد رضا بهلوي.

## وفيات
- 121هـ - مسلمة بن عبد الملك، قائد عسكري أموي.
- 376هـ - عبد الرحمن بن عمر الصوفي، مهندس وعالم في علم الفلك فارسي مسلم.
- 686هـ - بدر الدين بن مالك، من أئمة النحو واللغة، ابن صاحب الألفية.
- 1326هـ - مصطفى كامل، زعيم مصري.
- 1358هـ - عبد الحميد بن باديس، رائد حركة الإصلاح بالجزائر ومؤسس جمعية العلماء المسلمين الجزائريين بالجزائر.
- 1397هـ – عبد الحميد حسن، أمين عام لمجمع اللغة العربية بالقاهرة.
- 1399هـ - جولدا مائير، رئيسة وزراء إسرائيل.
- 1413هـ - عاطف بسيسو، قيادي في منظمة التحرير الفلسطينية.
- 1418هـ - سعد الله ونوس، كاتب مسرحي سوري.
- 1426هـ - سامي سرحان، ممثل مصري.
- 1427هـ - در الشهوار، أميرة عثمانية وابنة السلطان عبد المجيد الثاني آخر خليفة عثماني.
- 1430هـ - كمال فوزي الشرابي، شاعر ومترجم أدبي سوري.
- 1444 هـ -
  - علي حيدر، قائد عسكري سوري.
  - جهاد عودة، كاتب سياسي مصري.
  - تيسير الجعبري، قائد مُقاوم فلسطيني.

## وصلات خارجية
- موقع قصة الإسلام: حدث في شهر محرم.